# زيرراه اميرقلي (ماهرو)
زیرراه امیرقلي (بالفارسية: زیرراه امیرقلی) هي قرية تقع في إيران في قسم ماهرو الریفي. يقدر عدد سكانها بـ 27 نسمة بحسب إحصاء 2016.